# أتهارفافيدا
أتهارفافيدا (باللغة السنسكريتية: अथर्ववेदः) هو رابع النصوص الهندوسية (فيدا)، وآخرها من حيث الترتيب الزمني للإضافة في الهندوسية.
تنسب تسمية أتهارفافيدا إلى أتهارفان Atharvan، وهو رجل دين هندوسي ويعني الاسم مخازن معارف المنسوبة إليه، والتي يصف فيها ممارسات الحياة اليومية.